# Населені пункти Адигеї
В Адигеї 2 міста, 5 селищ міського типу (смт), 50 сільських адміністрацій, всього 224 сільських населених пунктів, з них 4 покинуто.
Загальне населення республіки становить 444 107 осіб, з них міське населення — 234 900 осіб, сільське населення — 212 209 осіб.
У списку населених пунктів по районах і містах республіканського підпорядкування показана чисельність населення на 2002.

## Місто Майкоп
- Майкоп: населення 156 931 осіб
- станиця Ханська: населення 11 290 осіб
- Населення інших сільських населених пунктів, підлеглих адміністрації міста 7532 осіб
  - Всього населення 175 753 осіб

## Місто Адигейськ
- Адигейськ: населення 12 209 осіб
- Населення сільських населених пунктів, підлеглих адміністрації міста 2359 осіб
  - Всього населення 14 568 осіб

## Гіагінський район
- станиця Гіагінська: райцентр, населення 15 160 осіб
- станиця Дондуковська: населення 6605 осіб
- Населення інших населених пунктів району 11 693 осіб
  - Всього населення 33 458 осіб

## Кошехабльський район
- аул Кошехабль: райцентр, населення 7309 осіб
- аул Блечепсін: населення 3029 осіб
- село Вольне: населення 3668 осіб
- село Натирбово: населення 3375 осіб
- Ходзь: населення 3026 осіб
- Населення інших населених пунктів району 10 889 осіб
  - Всього населення 31 296 осіб

## Красногвардійський район
- село Красногвардійське: райцентр, населення 9065 осіб
- село Біле: населення 3065 осіб
- аул Хатукай: населення 4535 осіб
- Населення інших населених пунктів району 14 871 осіб
  - Всього населення 31 536 осіб

## Майкопський район
- селище Тульський: райцентр, населення 10 502 осіб
- селище Каменномостський: населення 7580 осіб
- станиця Абадзехська: населення 4008 осіб
- селище Краснооктябрський: населення 5488 осіб
- станиця Кужорська: населення 3554 осіб
- хутір Сєверо-Восточні Сади: населення 3325 осіб
- Населення інших населених пунктів району 24 028 осіб
  - Всього населення 58 485 осіб

## Тахтамукайський район
- аул Тахтамукай: райцентр, населення 5117 осіб
- смт Енем: населення 17 654 осіб
- смт Яблоновський: населення 25 063 осіб
- Населення інших населених пунктів району 17 840 осіб
  - Всього населення 65 674 осіб

## Теучезький район
- аул Понежукай: райцентр, населення 3388 осіб
- смт Тлюстенхабль: населення 4961 осіб
- Населення інших населених пунктів району 11 602 осіб
  - Всього населення 19 951 осіб

## Шовгеновський район
- аул Хакуринохабль: райцентр, населення 3828 осіб
- Населення інших населених пунктів району 12 560 осіб
  - Всього населення 16 388 осіб